# Acrocera nigrina
Acrocera nigrina är en tvåvingeart som beskrevs av John Obadiah Westwood 1848. Acrocera nigrina ingår i släktet Acrocera och familjen kulflugor. Inga underarter finns listade i Catalogue of Life.